# Los amaneceres son aquí más apacibles
Los amaneceres son aquí más apacibles (en ruso: А зори здесь тихие, romanizado: A zori zdes tikhie) es una película de drama de guerra soviética de 1972 dirigida por Stanislav Rostotski, basada en la novela corta del mismo título de Borís Vasíliev. La película trata temas contra la guerra y está ambientada en el año 1942, durante la Segunda Guerra Mundial en Carelia, al noreste de Rusia. Donde un grupo de cinco chicas que sirven en una unidad de las fuerzas antiaéreas, entran en un combate desigual contra unos paracaidistas alemanes. 
Fue nominada al Oscar en la categoría de Mejor película en lengua extranjera. 

## Argumento
La película comienza en color, con un chica quitándose el casco de motocicleta: está acampando con sus amigos. Luego cambia al verano de 1942, en la misma área, en medio de la Segunda Guerra Mundial, algo por detrás de las líneas del frente soviéticas en el frente oriental.
El sargento mayor de la compañía Fiodor «Fedot» Evgrafych Vaskov (Andréi Martinov) se queja de que todos sus soldados se emborrachan y se divierten y no se toman la situación en serio. Así que los mandos le envían nuevos soldados: cinco jóvenes recién graduadas, la pequeña guarnición está situada en una estación de tren lejos de la línea del frente. Vaskov no está acostumbrado a mandar a mujeres y se enfrenta a ellas por cuestiones cotidianas. Durante un ataque aéreo, una de las chicas, Rita Osyánina (Irina Shevchuk), derriba un avión enemigo y es condecorada por su hazaña. El diálogo y los flashbacks en color comienzan a revelar las historias de fondo de las mujeres. También se muestra que Rita regularmente le lleva comida a escondidas a su madre y a un bebé, quienes no están lejos del frente.
Un día, Rita, que había llevado raciones en secreto a su familia durante la noche, se encuentra con dos paracaidistas alemanes en su camino de regreso a la guarnición. Vaskov elige a cinco voluntarias: Rita, Zhenia, Liza, Galia y Sonia, para embarcarse con él en una misión de búsqueda y captura. Deciden cruzar el pantano para interceptar a los alemanes, pero el avance es lento y traicionero, lo que hace que Galya pierda una bota. Cuando finalmente llegan al lugar por el que Vaskov sabe que los paracaidistas alemanes tendrán que pasar, se quedan al acecho, solo para descubrir que hay dieciséis paracaidistas alemanes en lugar de únicamente dos. A sus soldados se les ocurre la idea de engañar a los paracaidistas haciéndoles creer que hay muchos civiles en su camino, cortando árboles y encendiendo fuegos, lo que hará que los alemanes cambien de dirección. Aunque el plan casi falla, la audacia de último minuto de Zhenia al saltar al río convence a los paracaidistas de tomar un desvío por el bosque. Vaskov envía a Lisa de regreso a la base en busca de refuerzos.
El grupo que quedó en el bosque se prepara para desviarse para evitar el contacto directo con las tropas alemanas. En unas circunstancias muy difíciles, se involucran en una guerra de guerrillas contra los alemanes. Sonia es acuchillada por un alemán cuando emprende una carrera para traerle de vuelta al sargento un paquete de tabaco que Rita ha dejado abandonado y Galia no puede dominar su miedo, y abandona su escondite llamando a su madre imaginaria y muere inmediatamente a causa de sus heridas. Vaskov, para crear una distracción, aleja a los alemanes de los dos soldados restantes, disparándoles con su revólver Nagant mientras lo persiguen por el bosque. Vaskov recibe un disparo en el brazo pero logra escapar de los alemanes; al darse cuenta de que los refuerzos no han llegado, sufre una alucinación sobre el destino de Liza, quien le dice que falló porque fue demasiado rápido y se ahogó en el pantano.
Milagrosamente se encuentra con Rita y Zhenia, pero después de una reunión llena de lágrimas se da cuenta de que han desobedecido sus órdenes de retirarse. Busca en su bolso una granada para montar un ataque suicida, pero descubre que las chicas han sacado el detonador. Aunque amenaza con llevarlos a un consejo de guerra por seguir desobedeciendo sus órdenes, se niegan a irse y, en cambio, se preparan para emboscar a los alemanes. Durante un combate prolongado, Rita resulta herida por la metralla de una granada y le dice a Zhenia que la deje. Al darse cuenta de que están acorralados, Zhenia desobedece las órdenes de Vaskov de cubrirlos y, en cambio, se burla y atrae a los alemanes a través del bosque, como lo hizo Vaskov antes y muere. Vaskov se queda con Rita en contra de sus deseos para tratar sus heridas y promete llevarla de regreso a la base. Ella le pide que cuide a su hijo en el pueblo vecino. Después de besarla a pedido de ella, él se va para encontrar una salida y le da el revólver, pero pronto regresa y descubre que Rita se ha disparado a sí misma.
Un desesperado Vaskov, armado únicamente con un cuchillo, su revólver con una única bala y una granada sin espoleta, regresa a la cabaña donde los alemanes descansan de sus heridas. Al apuñalar a un soldado, dispararle a otro y fanfarronear con la granada, captura una metralleta y obliga a los alemanes restantes a soltar sus armas. Vaskov amenaza con matarlos (¡Cinco chicas... cinco chicas jóvenes estaban aquí, solo cinco, y no pasaste! ¡Morireís aquí, todos morirán!... Los mataré a cada uno de ustedes con mis propias manos. .. ¡con mis propias manos! Y que me juzguen...), pero un comunicado de radio soviético lo calma, y finalmente lleva a los tres alemanes restantes como prisioneros de guerra de vuelta a las líneas soviéticas. El resto de las mujeres del regimiento, que han venido a rescatar al grupo, encuentran a Vaskov antes de que se desmaye por el agotamiento.
Treinta años después de que termina la guerra, Vaskov visita nuevamente el área de la batalla con un oficial, que se supone que es el hijo de Rita. La chica del principio de la película llega con un ramo de flores de su novio, solo para ver que están en un monumento conmemorativo por las cinco mujeres soldados que murieron allí. Ella deja las flores en el monumento y los tres presentan sus respetos.

## Elenco
- Andréi Martinov como el sargento mayor Fiodor «Fedot» Evgrafich Vaskov
- Elena Drapeko como Isabel «Liza» Brítschkina
- Ekaterina Markova como Galia Chetvertak
- Olga Ostroumova como Evguenia «Zhenia» Komelkova
- Irina Shevchuk como la sargento Rita Osyánina
- Irina Dolganova como Sonia Gúrvich
- Liudmila Zaitseva como la sargento primero Kiryánova
- Alla Meshcheryakova como María Nikíforovna
- Igor Kostolevsky como Misha

## Personajes principales
Los protagonistas principales de la película son las cinco mujeres que se presentan voluntarias para capturar a los alemanes y mueren durante la misión, a lo largo de la película a través de una serie de escenas retrospectivas se nos cuenta su historia y las circunstancias que las han llevado hasta ese apartado rincón del norte de Rusia.
- Rita Osyánina, su esposo murió el segundo día de la guerra y ella aprendió a odiar a los alemanes «en silencio y sin piedad». Su hijo vive con su madre cerca de donde la unidad está estacionada, por lo que por la noche, Rita va en secreto a la ciudad, y le lleva a su madre comida.[4][5]
- Sonia Gúrvich es de Minsk. Su padre era un médico local y tenían una familia numerosa y amigable que fue asesinada por los nazis debido a que eran judíos, antes de la guerra estudiaba en la universidad de Moscú donde era una alumna excelente. Sabe alemán y le gusta la poesía, lee en voz alta un libro de poemas de Aleksandr Blok, que le ha regalado su novio, con él que apenas estuvo unos pocos días antes de que fuera enviado al frente y muriera en combate, aunque ella no lo sabe.[5][4]
- Zhenia Komelkova es la mayor del grupo tiene 19 años, la más atractiva de todas y es de Moscú. Su padre es un alto oficial del Ejército Rojo y está enamorada del coronel Luzhin mucho mayor que ella y que además está casado. Antes de la guerra a su padre lo destinaron a Tallin  donde le sorprendió la invasión alemana, él y toda su familia fue asesinada por los nazis. Ella se escondió y consiguió alcanzar las líneas soviéticas después fue enviada a este apartado rincón para que estuviera segura.[4][5]
- Galia Chetvertak es la más pequeña del grupo, es huérfana desde muy pequeña por lo que ha vivido casi toda su vida en un orfanato de donde se escapó al poco de comenzar la guerra para unirse al ejército. Finge tener una madre, que según ella es médica y es la menos valiente del grupo de mujeres.[5]
- Liza Brítschkina es del óblast de Briansk, es hija de un guardia forestal por esa razón ella y su familia vivían solas en una apartada cabaña en mitad del bosque. Antes de la guerra había cuidado a su madre enferma durante cinco años, por lo que no pudo terminar la escuela. Se enamora de un cazador compañero de su padre que la prometió ayudarla a ingresar en una escuela técnica. Pero comenzó la guerra y Liza se unió a la unidad antiaérea.[5]

## Producción
Dirigida por Stanislav Rostotski y producida por los Estudios de Cine Gorki, la película está basada en la novela Los amaneceres son aquí más apacibles de Borís Vasíliev, que fue uno de los libros más populares sobre la Segunda Guerra Mundial durante la época soviética. Esta película que retrata la historia de cinco mujeres y sus sueños y anhelos es diferente de otras producciones bélicas soviéticas de la época principalmente por el empeño del director de dar un rostro humano a la guerra. En la época soviética se solía poner la película en las escuelas secundarias y universidades y era obligatoria para todos los estudiantes de periodismo.
En la película hay un escena que se desarrolla en una bania (casa de baños), donde las actrices aparecen desnudas mientras se bañan. El director Stanislav Rostotski tardó alrededor de cinco horas en convencer a las chicas para salir en esta escena. Explicó su decisión de la siguiente manera: «Chicas, hay que demostrar donde llegan las balas. Tengo que mostrar que no solamente matan a la gente, sino a las mujeres, jóvenes y bonitas, que tienen que tener hijos, reproducirse». Sin embargo, para las actrices salir desnudas en la película era algo que no estaban dispuestas a hacer. «Vale, si nos hubiera visto el director, que entonces parecía un hombre bastante mayor, o un cámara de la misma edad. Pero ¡había tantos jóvenes en el plató! Desnudarnos delante de ellos era superior a nuestras fuerzas». Finalmente aceptaron después de que el director les prometiera que sólo él y el operador de cámara estarían presentes durante la grabación.
La película, se convirtió en líder de taquilla en 1973, con unos 66 millones de espectadores. En 2015, se estrenó una nueva adaptación de la historia a cargo del director Renat Davletiárov.

## Premios
La película fue nominada al Premio Oscar de la Academia a la Mejor película en lengua extranjera en 1972.